# Петропавлівська фортеця
Петропавлівська фортеця (рос. Петропавловская крепость) — фортеця-зірка у Санкт-Петербурзі на Заячому острові, заснована 1703 року. Саме побудова фортеці вважається початком заснування міста. Має 6 бастіонів. Офіційна назва за часів Російської імперії — Санкт-Петербурзька, а в 1914—1917 роках — Петроградська фортеця. Зараз є частиною Музею історії Санкт-Петербурга.

## Історія
Закладена 16 травня 1703 року. Історія перших двох століть існування фортеці описана в праці невідомого автора «Летопись Петропавловской крепости с 1703 по 1879 гг.». Вона хронологічно подає найважливіші події в історії фортеці: будівництво, ремонтні роботи, деталі поховання членів царської сім'ї, дні ілюмінацій на честь тих чи інших святкувань, дати побудов будівель усередині фортеці, рідше згадують відомих в'язнів і роки їхнього утримання чи страти.
Від самого початку фортеця виконувала функцію в'язниці. Відомі в'язні:
- Микола Костомаров
- Пантелеймон Куліш
- Микола Миклухо-Маклай
- Павло Полуботок
- Лев Троцький
- Микола Чернишевський
- Бернадський Євстахій Юхимович
- Максим Горький
- Федір Достоєвський

На території фортеці височіє Петропавлівський собор — усипальниця російських царів від Петра I до Олександра III.

## Галерея

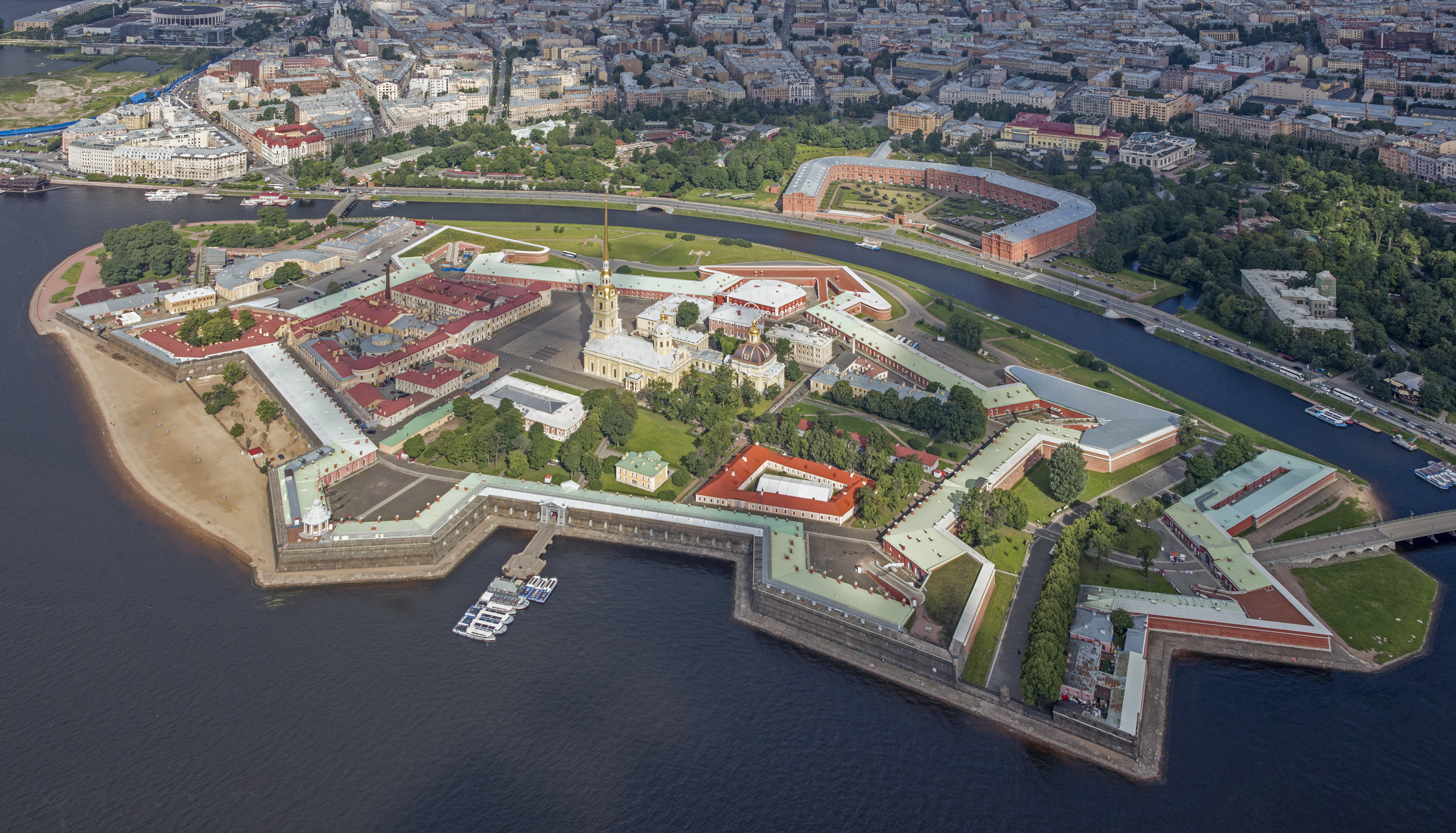
Фортеця з повітря
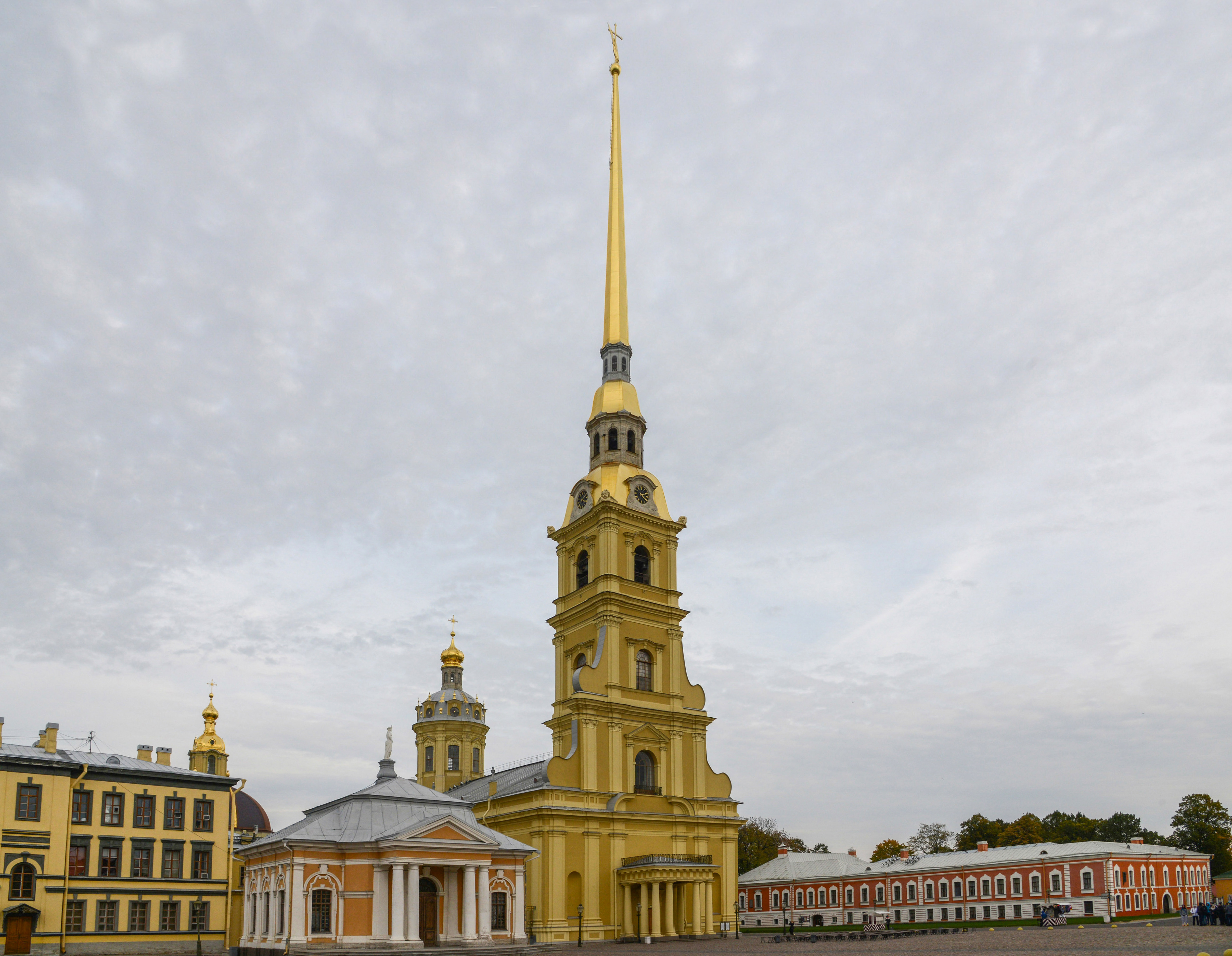
Петропавлівський собор